# 尼姑
尼姑，又称比丘尼，尼师，指佛教女性出家僧侶。「尼」在梵語中是女性詞尾，在漢族社會習慣上，把女性出家眾（沙彌尼、式叉尼、比丘尼等）通稱為尼姑。但因為三姑六婆這種民間稱謂，尼姑一詞，往往被佛門中人被視為歧视用語，所以通常不受佛門使用。
知名的比丘尼釋昭慧即大聲疾呼，反對媒体和社会使用尼姑一詞，在中華佛寺協會提案，建議推展「佛教僧伽正名運動」，廣為宣導僧尼的正確稱呼（男眾稱為「比丘」，女眾稱為「比丘尼」或「尼師」），避免媒體使用「和尚、尼姑、女尼」的歧视语言和称谓。此一提案業已獲得中華佛寺協會通過。